# HZD

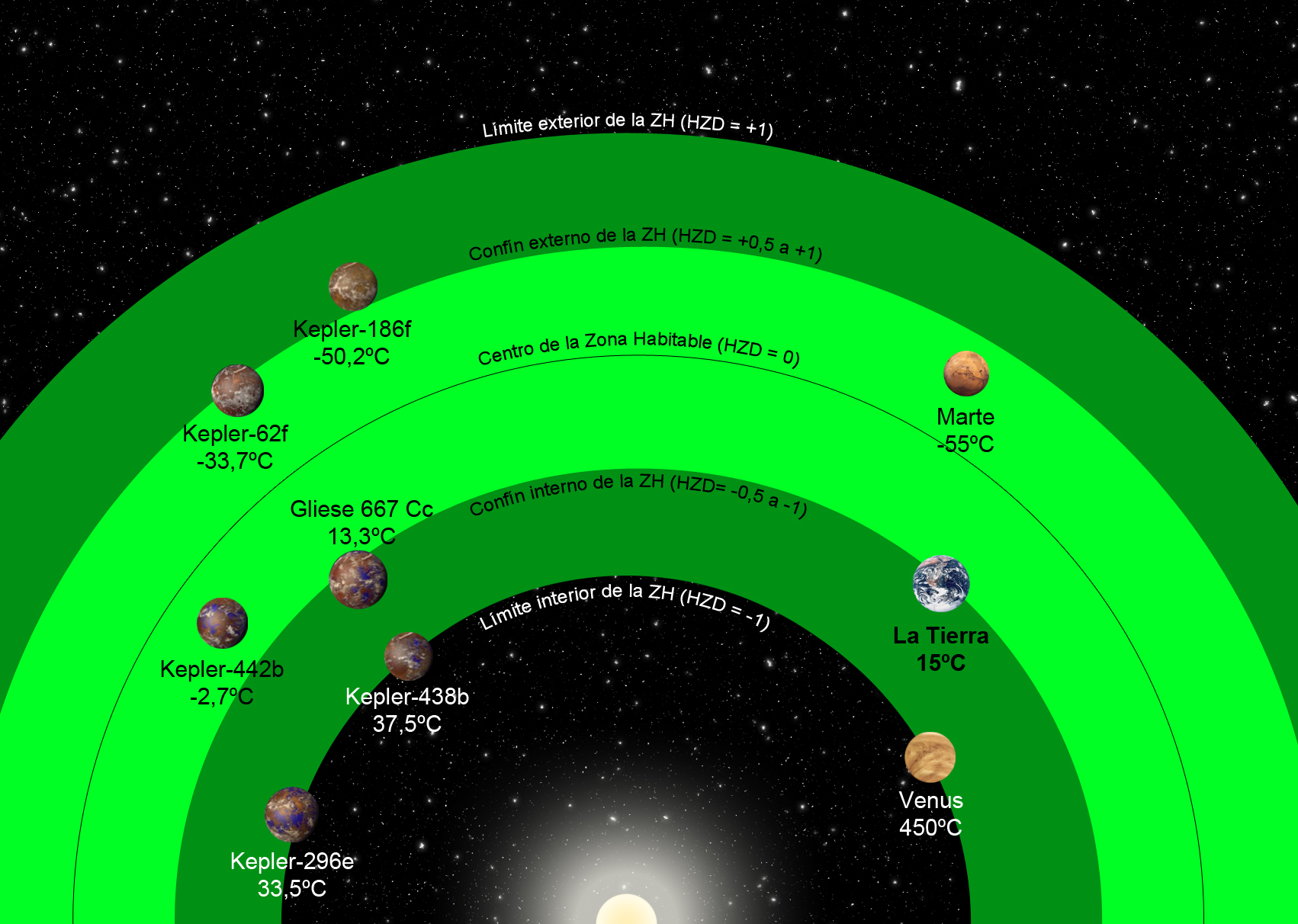
Posición en la ZH de algunos de los planetas confirmados con mayor IST y temperatura media superficial.

El HZD (por sus siglas en inglés: Habitable Zone Distance) es un indicador desarrollado por el Laboratorio de Habitabilidad Planetaria («PHL») de la UPRA, que establece la ubicación de un planeta respecto al centro de la zona de habitabilidad de su sistema, en términos relativos. Su valor, comprendido entre -1 (límite interno de la zona habitable) y +1 (límite exterior), es por tanto independiente del tipo estelar. Con frecuencia, los expertos emplean este baremo como un primer indicador de la aptitud de un planeta para la vida por la escasa información necesaria en su cálculo.
Los métodos actuales de detección exoplanetaria favorecen el hallazgo de cuerpos planetarios con órbitas reducidas, por lo que la mayor parte de los planetas confirmados potencialmente habitables cuentan con un HZD próximo a -1. Entre los diez más similares a la Tierra, el que cuenta con un valor más cercano a cero es Kepler-442b, con -0,34. En comparación, la Tierra registra un -0,50, es decir, se encuentra ligeramente desplazada hacia el confín interno de la zona de habitabilidad del sistema solar.

## La zona de habitabilidad
El concepto de zona habitable, desarrollado ampliamente por James F. Kasting en 1993, marca una región en forma de anillo presente alrededor de cada estrella en la que cualquier planeta ubicado en ella que cuente con una masa y presión atmosférica adecuadas, podría tener agua en estado líquido sobre su superficie. Habitualmente, la pertenencia de un planeta a esta región es el primer criterio utilizado por los expertos para identificar la habitabilidad potencial de un cuerpo planetario.
El límite exterior de la zona habitable está delimitado por el punto a partir del cual las bajas temperaturas conllevarían la condensación del CO2 y, por tanto, una glaciación global permanente. Su borde interior marca la zona en la que las altas temperaturas y los efectos de la proximidad de la estrella supondrían la pérdida de la mayor parte del hidrógeno superficial por escape hidrodinámico, desatando un efecto invernadero descontrolado similar al de Venus.

## El HZD

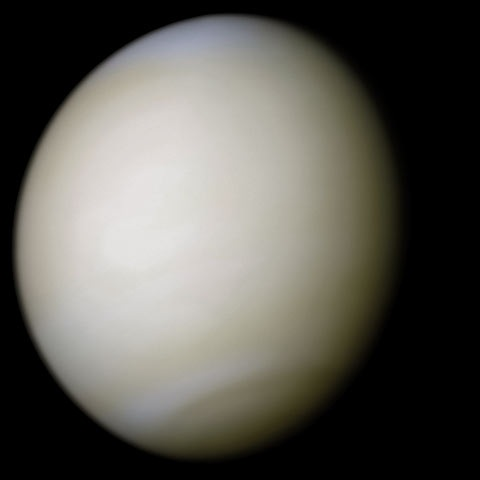
Es posible que buena parte de los planetas de masa similar a la terrestre con un HZD próximo a -1 presenten un efecto invernadero descontrolado similar al de Venus (en la imagen).

Dado que el HZD se expresa en términos relativos, la zona habitable es la región comprendida entre un HZD de -1 (confín interno) y +1 (confín externo), con independencia del tipo estelar. El valor cero corresponde al centro de la zona habitable. Un exoplaneta con HZD próximo a cero puede ser más hostil para la vida que otro con valores cercanos a -1 o +1 en función de las características de ambos planetas. No obstante, partiendo de que el HZD puede ser calculado simplemente conociendo la luminosidad estelar, la temperatura efectiva de la superficie de la estrella y la distancia entre esta y el cuerpo planetario; es frecuentemente utilizado como el primer indicador para estimar el potencial para la vida de un exoplaneta (a expensas de disponer de datos adicionales que permitan calcular ratios más complejos, como el Índice de Similitud con la Tierra o IST).
Aunque la separación entre un planeta y su estrella se mantenga estable, el HZD varía con el paso del tiempo a medida que aumenta la luminosidad de esta última. Por esta razón, los planetas con un HZD original superior a +1 pueden adentrarse lentamente en la zona habitable, mientras otros quedan excluidos. La duración de este proceso guarda una relación inversa con la masa de la estrella, es decir, las estrellas de menor tamaño contarán con zonas habitables mucho más estables que las más masivas. Sin embargo, la anchura de esta región es directamente proporcional al tamaño de la estrella, de modo que en una enana roja su amplitud puede reducirse a 0,3 UA, frente a las 2 UA que puede abarcar la de una de tipo F (más luminosa que el Sol).
Con la puesta en funcionamiento del telescopio Kepler, el número de exoplanetas descubiertos ha crecido exponencialmente. Su método de detección (tránsito astronómico) y sus limitaciones técnicas favorecen el descubrimiento de cuerpos planetarios masivos situados muy próximos a sus estrellas. Por esta razón, la mayoría de los exoplanetas confirmados potencialmente habitables tienen un HZD cercano a -1. Con un valor de -0,34, Kepler-442b es el que cuenta con un HZD más próximo a cero entre los diez exoplanetas confirmados con mayor potencial para albergar vida.

### Expresión matemática
Según el PHL, partiendo de los estudios de David R. Underwood (2003) y Franck Selsis (2007), el cálculo del HZD y de los límites de la zona habitable se realiza mediante las expresiones:

{\displaystyle {\text{HZD}}={\frac {2r-{r_{o}}-{r_{i}}}{{r_{o}}-{r_{i}}}}}

{\displaystyle {r_{i}}=[{r_{is}}-{a_{i}}({T_{eff}}-{T_{s}})-{b_{i}}{({T_{eff}}-{T_{s}})^{2}}]{\sqrt {L}}}
{\displaystyle {r_{o}}=[{r_{os}}-{a_{o}}({T_{eff}}-{T_{s}})-{b_{o}}{({T_{eff}}-{T_{s}})^{2}}]{\sqrt {L}}}

Donde ri es la separación entre el confín interno de la zona habitable y la estrella en UA, ro es la distancia respecto al confín externo en UA, L es la luminosidad estelar en unidades solares, Teff es la temperatura efectiva de la estrella en kelvin (K), Ts=5700 K, ai=2,7619×10-5, bi=3,8095×10-9, ao=1,3786×10-4, bo=1,4286×10-9, ris=0,72 y ros=1,77.

## HZD de exoplanetas confirmados
A continuación, figura una lista de los exoplanetas confirmados con mayor Índice de Similitud con la Tierra ordenados en función de este y sus respectivos HZD:
| Planeta          | IST  | HZD   |
| ---------------- | ---- | ----- |
| Kepler-438b      | 0,88 | -0,94 |
| Kepler-296e      | 0,85 | -0,87 |
| Gliese 667 Cc    | 0,84 | -0,62 |
| Kepler-442b      | 0,84 | -0,34 |
| Kepler-62e       | 0,83 | -0,70 |
| Kepler-452b      | 0,83 | -0,61 |
| Gliese 832 c     | 0,81 | -0,72 |
| EPIC 201367065 d | 0,80 | -1,00 |
| Kepler-283c      | 0,79 | -0,58 |
| Tau Ceti e       | 0,78 | -0,92 |